# Carl Geibel (Verleger, 1806)
Friedrich Wilhelm Carl Geibel (* 25. August 1806 in Halle a.d. Saale; † 6. Oktober 1884 in Illenau) war ein deutscher Buchhändler und Verleger.
Nach dem Abschluss einer Lehre als Buchhändler bei Wilhelm Lauffer in Leipzig zog Geibel nach Budapest und wurde dort Gehilfe in der Buchhandlung Hartleben. Dort eröffnete er 1841 seine eigene Buchhandlung.  Wegen der gescheiterten Revolution von 1848 und den anschließenden Säuberungen siedelte er 1850 nach Leipzig über. Hier führte er seine Buchhandlung unter dem Namen Karl Geibel weiter. Er veröffentlichte u. a. Ein Trauerspiel in Sizilien von Friedrich Hebbel. 1866 übernahm er mit seinem Sohn Carl Geibel den in Berlin ansässigen Verlag Duncker & Humblot, dessen Geschäftssitz sie nach Leipzig verlegten.
Carl Geibel war Sohn des Buchhändlers und Buchdruckers Christian Wilhelm Geibel (* 16.07.1773 in Weimar; † 25.12.1846 in Halle a.d. Saale) und dessen Frau Carolina Amalia, geborene Sachße (* 23.03.1785 in Halle a.d. Saale; † 16.04.1865 in Leipzig). 
Er war verheiratet mit Eleonora, geborene Weisz (* 1821; † 2. Februar 1914 in Leipzig). Carl Geibel und seine Gattin wurden im Geibelschen Erbbegräbnis in der III. Abteilung des Neuen Johannisfriedhofs beerdigt.